# Pterula stipata
Pterula stipata är en svampart som beskrevs av Corner 1952. Pterula stipata ingår i släktet Pterula och familjen mattsvampar.   Inga underarter finns listade i Catalogue of Life.